# STAR World
Star World è un'emittente televisiva asiatica in lingua inglese che trasmette i propri programmi via cavo e via satellite ed è di proprietà di Fox Networks Group (Disney Entertainment). Il canale ha preso il posto di STAR Plus, una sussidiaria della News Corporation.
Star World trasmette numerosi programmi televisivi degli Stati Uniti d'America, del Regno Unito ed in alcune occasioni dell'Australia, e si rivolge agli spettatori di lingua inglese dell'India, del Medio Oriente, delle Filippine e dell'Asia meridionale. In tutte le nazioni che la ricevono, la programmazione di Star World è la medesima, benché in alcuni casi viene variato il palinsesto della prima serata.

## Storia
Star World è stato lanciato per la prima volta il 15 dicembre 1991 come Star Entertainment (娛樂台) ed era un canale generalista in lingua inglese, che trasmetteva 24 ore su 24 serie, film e spettacoli provenienti da Stati Uniti, Regno Unito, Australia e Nuova Zelanda. Dato che il canale è stato trasmesso in tutto il continente asiatico, STAR TV ha regionalizzato il canale per servire i suoi enormi spettatori. Il 1º ottobre 1992, Star Entertainment è stata ufficialmente ribattezzata Star Plus (合家歡台).
Il 1º maggio 1994, tutti i film di Hollywood e della 20th Century Fox si sono stati spostati sul nuovo canale Star Movies.
Il 30 marzo 1996, STAR TV ha diviso in due il raggio di Star Plus, fornendo in effetti due servizi separati per le varie regioni dell''Asia all'interno dell'impronta STAR TV. Ciò ha consentito al canale di fornire una programmazione e un tempo di visione adeguati per gli spettatori di diverse regioni dell'Asia. Da quel momento in poi Star Plus avrebbe servito gli spettatori in India e Medio Oriente, mentre il nuovo canale Star World ha accolto quelli dell'Asia orientale e sud-orientale. Star TV ha convertito Star Plus in un canale di intrattenimento hindi con una programmazione di contenuti in inglese. In precedenza, STAR TV aveva una joint venture con Zee Telefilms, la quale però è terminata il 30 giugno 2000. Il giorno successivo il nuovo canale Star World ha sostituito l'intrattenimento inglese per l'India e il Medio Oriente.
Il 1º ottobre 2017, la versione di Hong Kong e del sud-est asiatico di Star World è stata rinominata Fox Life. Il marchio Star World rimane nelle versioni trasmesse in Medio Oriente, Taiwan, India e altri mercati dell'Asia meridionale.
Il 1º febbraio 2020 anche la versione taiwanese è stata chiusa. Tuttavia, due anni dopo, il 1º gennaio 2022, Fox Taiwan è stata rinominata Star World Taiwan.
Il 13 giugno 2023, la Disney ha annunciato la seconda chiusura ufficiale di Star World entro dicembre 2023 a Taiwan a favore di Disney+.